# Вулиця Володимира Самійленка
Ву́лиця Володимира Самійленка — вулиця в Голосіївському районі міста Києва, місцевість Ширма. Пролягає від Мистецької вулиці до Ольвійського провулку, утворює форму напівкола. 
Прилучаються сходи до проспекту Валерія Лобановського і Мистецька вулиця (друге прилучення).

## Історія
Виникла в середині XX століття під назвою 766-та Нова вулиця. Мала назву Холмогорська — з 1953 року.
Сучасна назва з грудня 2022 року — на честь поета В. І. Самійленка.